# James M. Ritchie
James Monroe Ritchie (* 28. Juli 1829 in Dunfermline, Schottland; † 17. August 1918 in Toledo, Ohio) war ein US-amerikanischer Politiker. Zwischen 1881 und 1883 vertrat er den Bundesstaat Ohio im US-Repräsentantenhaus.

## Werdegang
Im Jahr 1832 kam James Ritchie mit seinen Eltern aus seiner schottischen Heimat in das St. Lawrence County im Bundesstaat New York. Er erhielt nur eine eingeschränkte Schulausbildung und wurde zeitweise von seinen Eltern zu Hause unterrichtet. Nach einem Jurastudium und seiner 1858 erfolgten Zulassung als Rechtsanwalt begann er, in Toledo in diesem Beruf zu arbeiten. Politisch schloss er sich der Republikanischen Partei an. Im Juni 1880 nahm er als Delegierter an der Republican National Convention in Chicago teil, auf der James A. Garfield als Präsidentschaftskandidat nominiert wurde.
Bei den Kongresswahlen des Jahres 1880 wurde Ritchie im sechsten Wahlbezirk von Ohio in das US-Repräsentantenhaus in Washington, D.C. gewählt, wo er am 4. März 1881 die Nachfolge von William D. Hill antrat. Da er im Jahr 1882 auf eine weitere Kandidatur verzichtete, konnte er bis zum 3. März 1883 nur eine Legislaturperiode im Kongress absolvieren. Nach seiner Zeit im US-Repräsentantenhaus praktizierte Ritchie wieder als Anwalt. Er starb am 17. August 1918 in Toledo und wurde in Grafton beigesetzt. Sein Sohn Byron (1853–1928) wurde ebenfalls Kongressabgeordneter.